# کلیاشوو (شهرستان چیشمینسکی، باشقیرستان)
کلیاشوو (انگلیسی: Klyashevo, Chishminsky District, Republic of Bashkortostan) یک شهرک در شهرستان چیشمینسکی در استان باشقیرستان کشور روسیه است.